# Stade Schützenmatte
Le Stade Schützenmatte (Stadion Schützenmatte en allemand) est un stade de football et d'athlétisme situé dans la ville de Bâle, en Suisse.
Le club de football des BSC Old Boys en est le principal utilisateur. Entre la fermeture du stade Saint-Jacques en 1998 et l'ouverture du Parc Saint-Jacques en 2001, il était également la résidence provisoire du FC Bâle.

## Rencontre internationale
En 1923, l'équipe de Suisse y dispute un match amical :
| Match amical                            | Suisse    | 1 - 2   | Allemagne       | Schützenmatte, Bâle                             |                                                 |
| 3 juin 1923 · Historique des rencontres | Pache 86e | (0 - 1) | 3e 71e Hartmann | Spectateurs : 17 000 Arbitrage : Giovanni Mauro | Spectateurs : 17 000 Arbitrage : Giovanni Mauro |
| 3 juin 1923 · Historique des rencontres | Rapport   |         |                 | Spectateurs : 17 000 Arbitrage : Giovanni Mauro | Spectateurs : 17 000 Arbitrage : Giovanni Mauro |